# Augusta Preitinger
 (avril 2015).
Si vous disposez d'ouvrages ou d'articles de référence ou si vous connaissez des sites web de qualité traitant du thème abordé ici, merci de compléter l'article en donnant les références utiles à sa vérifiabilité et en les liant à la section « Notes et références ».
Juliana Augusta Preitinger, aussi connue comme Guus van Dongen, née le 18 octobre 1878 à Cologne et morte le 21 janvier 1946 à Paris, est une peintre néerlandaise.

## Biographie

### Enfance et formation
Juliana Augusta « Guus » Preitinger est née en 1878 à Cologne. Sa famille déménage à Rotterdam. Elle obtient la nationalité néerlandaise. Enfant, elle démontre des prédispositions artistiques, et sa famille l'encourage à suivre des études d'art.

### Carrière
Preitinger et van Dongen se rencontrent à l'académie des beaux-arts à Rotterdam entre 1898 et 1899. Ils décident de déménager à Paris ensemble au dernier trimestre 1899 où Preitinger cherche du travail. Ils se marient le 11 juillet 1901 à Saint-Pierre de Montmartre, à Paris. Le couple a un fils en décembre de la même année. Il survit seulement deux jours. Leur fille Augusta (Guusje), surnommée Dolly, naît le 18 avril 1905. Cette année-là, la famille déménage dans un appartement au Bateau-Lavoir, à Montmartre, où ils sont voisins puis amis de Pablo Picasso et de sa compagne de l'époque, Fernande Olivier.

### Vie de famille
Elle a épousé le peintre Kees van Dongen, dont elle a eu un fils qui n'a pas survécu, et une fille. En 1914, Guus amène Dolly à Rotterdam pour passer l'été avec sa famille. Le déclenchement de la Première Guerre mondiale les empêche de rentrer à Paris jusqu'en 1918. Durant cette période, Kees van Dongen entame une relation avec la directrice de mode Léa Alvin, également connu sous le nom de Jasmy Jacob. Augusta et Kees divorcent en 1921,.